# إنفيموس (لعبة فيديو)
إنفيموس (بالإنجليزية: Infamous)‏ ، أيضاً يكتب بأسلوب معين كـ inFamous أو inFAMOUS ، هي لعبة فيديو من نوع الأكشن-مغامرات، وعالم مفتوح . صدرت في عام 2009 وهي متوفرة لـ بلاي ستيشن 3، و هي من تطوير سكر بنش برودكشنز (Sucker Punch Productions) و نشر شركة سوني كمبيوتر إنترتينمنت.

## القصة
يتم إعطاء بطل اللعبة الذي يدعى كول (Cole) رزمة لتسليمها وهذه الرزمة في السر هي جهاز يسمى «راي سفير Ray Sphere» و هو جهاز يصنع انفجار يعطي مستخدمه قدرات خاصة. كول نجا من الانفجار الهائل وحصل على قوى قائمة على الكهرباء وبعد ذلك وقع في غيبوبة. لاحقاً يكتشف أن مدينته قد وقعت في حالة من الفوضى في ظل حكم العصابات والفصائل، ويجب عليه الوقوف ضدهم لاستعادة النظام في حين اكتشف مؤامرة وراء الرزمة. اللعبة مستندة على نظام كارما و بناءً على اختياراتك سوف تتغير كيفية نمو قدرات كول وكيفية تغير نتيجة القصة.

## وصلات خارجية
- إنفيموس على موقع IMDb (الإنجليزية)

- الموقع الرسمي
 (archived from the original)
- Infamous at سكر بنش برودكشنز
- Infamous على موبي غيمز